# 斯坦利 (艾奥瓦州)
斯坦利（英語：Stanley）是一個位於美國愛荷華州布坎南縣和費耶特縣的城市。

## 地理
斯坦利的座標為42°38′31″N 91°48′43″W / 42.64194°N 91.81194°W，而該地的平均海拔高度為340米（即1115英尺）。

## 人口
根據2010年美國人口普查的數據，斯坦利的面積為0.62平方千米，均為陸地。當地共有人口125人，而人口密度為每平方千米201人。